# Crosby Field
Crosby Field (12 de março de 1889 – 20 de setembro de 1972) foi um engenheiro mecânico estadunidense, presidente da Brillo Manufacturing Company, e inventor. É particularmente conhecido como inventor do processo de fabricação contínua de lã de aço. Recebeu a Medalha ASME de 1953.

## Publicações selecionadas
- Crosby Field. Unit processes and principles of chemical engineering / by John C. Olsen,... ; in collaboration with Crosby Field, Alfred L. Webre, Theodore Baker... [et al.], 1932
- Crosby Field. The study of missiles resulting from accidental explosions; a manual for investigators. Washington, DC, United States Atomic Energy Commission, 1947.

Patentes selecionadas
- Patent US1646396 - Scrubbing device and material therefor
- Patent US1886661 - Plant apparatus and method for making metal
- Patent US1886662 - Wire shaving machine
- Patent US1976013 - Lubricating apparatus for metal cutting